# Soukhoï T-4
Ne pas confondre avec le programme Soukhoï SuperJet 100.
Le Soukhoï T-4 (en russe : Сухой T-4), ou « Article 100 » (en russe : изделие 100), ou « Sotka » (en russe : сотка) était un projet soviétique d'avion à haute vitesse, de reconnaissance, de lutte anti-navire et de bombardement stratégique qui n'a pas dépassé l'état de prototype. Il est aussi appelé quelquefois Su-100, abréviation qui désigne aussi le char d’assaut soviétique SU-100 de la Seconde Guerre mondiale.

## Contexte historique
Au début des années 1960, les services de renseignement soviétiques découvrirent l’existence du programme américain de mise au point du bombardier North American XB-70 Valkyrie. L’avancée technologique de cet appareil par rapport à l’ensemble des systèmes de défense soviétique était alors tel que Moscou décida de lancer rapidement l’étude et le développement d’un appareil susceptible de pouvoir intercepter le Valkyrie (MiG-25) et son corollaire, un bombardier stratégique de classe équivalente. Pourtant, initialement, le besoin était celui d'un intercepteur véloce capable de s'opposer aux XB-70, SR-71 et aux missiles Hound Dog et Blue Steel. Très rapidement, sa mission fut revue vers la reconnaissance et le bombardement stratégique. Le cahier des charges prévoyait que le nouveau bombardier devait être capable de voler à Mach 3 et de disposer d’un rayon d’action de plusieurs milliers de kilomètres sans ravitaillement. Il avait été suggéré aussi que cet appareil pourrait servir comme point de départ d'un SST (en) avancé.

## Études préliminaires
Les travaux sur le projet T-4 (article 100) commencèrent en 1961. Les militaires demandèrent le développement d'une nouvelle arme aérienne capable d'assurer les missions de « reconnaissance, recherche et destruction de cibles mobiles et fixes de petites tailles, à la fois sur terre et sur mer », avec un rayon d'action de 7 000 km.
L'URSS lança une compétition entre plusieurs bureaux d'études, qui se termina par la victoire du projet soumis par le bureau d'étude Soukhoï, aux dépens des bureaux de Yakovlev (Yak-33 (en)) et Tupolev (Tupolev Tu-135). Le Yak était trop petit (classe du BAC TSR-2) et n'atteignait pas les spécifications, tandis que le Tupolev était construit en aluminium et conçu pour Mach 2.35.
Le T-4 était le plus prometteur, avec une haute vitesse de croisière de 3 200 km/h qui, selon les estimations des experts, promettait de le rendre moins vulnérable aux menaces amenées par les défenses aériennes. Ceci en dépit des oppositions implacables non seulement de Tupolev mais aussi du propre député de Soukhoï Yevgenii Ivanov et beaucoup des directeurs du bureau d'étude (OKB), qui voyaient à travers ce projet un abandon du département des chasseurs tactiques.
Finalement, le développement (prototypes) de l'appareil fut autorisé par une résolution du gouvernement soviétique le 3 décembre 1963. Le projet était supervisé par le Deputy Designer, le général N.S. Chernyakov.

## Premières ébauches
Le design conceptuel initial du T-4 passa les revues préliminaires en juin 1964, puis une maquette inerte fut présentée à un comité des forces aériennes soviétiques en février 1966. Des études détaillées furent enclenchées parallèlement avec le bureau MKB Burevestnik (qui est le bureau d'études techniques) et avec le bureau "TMZ Tushino" - constructeur désigné pour produire les prototypes de l'avion en novembre 1964.
Le design préliminaire fut fixé en juin 1966, et comme son poids au décollage était attendu aux alentours de 100 tonnes, le bureau utilisa ce nombre comme numéro de série et lui conféra comme surnom Sotka (« cent »).

## Prototype à l'état de l'art
Les spécifications demandaient une très bonne qualité de vol en croisière à Mach 3. Un programme commun avec le CAHI (TsAGI) déboucha sur des résultats en recherche fondamentale en matière d'aérodynamique, qui permirent alors de sélectionner la configuration adéquate. Le T-4 était alors le plus grand projet à être testé en tunnel de soufflerie au CAHI. La conception retenue était fondée sur une configuration « sans queue », sur le modèle d'une aile volante mais avec une faible marge de stabilité (centre de gravité très proche du centre de poussée, ayant tendance à rendre le vol instable). Des plans canards de petite taille étant utilisé pour compenser cette tendance à l'instabilité donnait alors l'apparence générale d'un avion « double-delta ».
Un effort de recherche massif fut entreprit afin de développer la meilleure configuration du groupe propulseur, qui fut finalisé comme suit : une entrée d'air sous le corps du fuselage alimentant 4 propulseurs groupés horizontalement dans une seule baie centrale à l'arrière. C'était la première entrée d'air supersonique, à ouverture variable et combustion subsonique, conçu en URSS pour des vitesses de l'ordre de Mach 3. Dans le cadre du projet T-4, un sous programme pris en charge par le bureau d'étude P.A. Kolesov développa le turboréacteur RD36-41, capable de supporter sans étouffement des vitesses de l'ordre de Mach 3.
Chacun des sous-systèmes du T-4, à cause des contraintes opérationnelles extrêmes, demandèrent des efforts de recherche intensifs et débouchèrent sur de nombreuses solutions nouvelles. Par exemple, fut mise en œuvre pour la première fois chez les Soviétiques, une commande de vol « fly-by-wire » à quadruple redondance, un système hydraulique à haute pression (280 kg/cm2), un système de distribution de carburant avancé à base de pompes mues par turbine, ainsi que de nombreuses autres innovations.
Autres caractéristiques remarquables du prototype : nez basculant (du type Concorde) offrant peu de visibilité à l'équipage une fois relevé et baissé pour atterrissages et décollages, périscope utilisable une fois le nez relevé jusqu'à la vitesse de 600 km/h, fuselage étroit pour offrir moins de traînée, une seule dérive à l'arrière, parachutes de freinage utilisés en conjonction avec les freins conventionnels de train d'atterrissage.

## Matériaux
Un des défis majeurs consistait à concevoir et réaliser un ensemble d'alliages permettant de supporter des conditions opérationnelles extrêmes telles que des températures de 220 à 330˚C lors du vol en croisière. La carlingue fut usinée en utilisant principalement du titane et de l'acier. Des techniques liées à l'industrialisation des procédés de construction appliqués à l’aéronautique furent le point focal des efforts des ingénieurs de Soukhoï lors du projet T-4. Ils durent donc développer un grand nombre de procédés avancés comme l'usinage chimique du titane.
Ces nouvelles technologies furent testées par des programmes dédiés et spécialisés dont le but étaient de finaliser des procédés industriels, des matériaux nouveaux ainsi que des éléments de tests structuraux à échelle 1.
Le groupe propulseur, des sous-systèmes et parties d'équipements furent testés par le bureau d'étude en conjonction avec les entreprises contractantes afin de les expérimenter de manière importante, à la fois dans sur des bancs de tests mais aussi en vol. Par exemple, la sélection de la forme des ailes fut conduite en utilisant en particulier un Su-9 reconverti en laboratoire volant pour ce faire.

## Avionique
L'équipement devait inclure un système de navigation « NK-4 », une suite avionique de « Okean » intégrant entre autres un système de contrôle de tir « Vykhr », un système reconnaissance 'friend/foe' « Rapira », un système de défense électronique « Otpor » et un système de télécommunication « Stremnin ».

## Système d'arme
Le système d'armement principal était composé de trois missiles « Kh-45 » en cours de développement par le bureau d'étude « MKB Raduga (en) ». Le missile « Kh-45 », propulsé par fusée, avait un rayon d'action estimé de 550-600 km ainsi qu'une vitesse de croisière de Mach 5 à 7.
Dans le projet T-4, presque tous les éléments de l'avion furent l'objet d'innovations : un total de 208 innovations marquantes furent conçues et mises en œuvre par les ingénieurs de Soukhoï ; et si on ajoute toutes les percées réalisées pour les procédés industriels d'assemblage, le nombre doit avoisiner presque 600. Aucun autre appareil à l'époque en URSS n'a pu faire l'objet d'un aussi grand nombre de développements innovants. Les ingénieurs de Soukhoï disent que si l'avion avait été construit en or, il aurait coûté moins cher.

## Premiers vols
La construction du premier prototype (art. « 101 ») fut terminée en automne 1971, et le 30 décembre 1971 l’appareil Black 101 fut déplacé de Tushino vers l’aéroport de Zhukovskii. 
Le vol inaugural du prototype fut effectué le 22 août 1972 avec des réacteurs provisoires RD36-41, l'équipage étant composé du pilote V.S. Ilyushin et du navigateur N.A. Alfyorov. Les vols d'essais eurent lieu jusqu'au 19 janvier 1974, avec un total de 10 vols complets et une vitesse de Mach 1,36 atteinte à l'altitude de 12 000 m.
Pendant cette période de 1966-74, TMZ assembla 4 prototypes du T-4 :
- un comme cellule d'essais statiques (art. "100S") ;
- deux pour les essais en vol (art. "101" et "102").

On prévoyait de construire une première série de 50 exemplaires à l'usine de construction aéronautique de Touchino (TMZ).
En 1974, le MAI suspendit les travaux sur le projet T-4, avant que les performances réelles de l'avion ne puissent être déterminées. Officiellement, le projet était abandonné selon la résolution du gouvernement du 19 décembre 1975. La production du Mikoyan-Gourevitch MiG-23 était prioritaire et les Soviétiques préférèrent produire un projet alternatif de Tupolev, ayant déjà fait ses preuves, en attendant l'arrivée du projet final Tu-160.
Les prototypes "101" et "102" ont été construits complètement alors que les "103" et "104" ont seulement existé sur les chaînes d'assemblage. Seul le prototype "101" a volé ; on peut le voir aujourd'hui au musée de l'aviation de Monino près de Moscou, les trois derniers appareils furent mis à la ferraille.

## Suite
Le T-4 fut utilisé comme base de développement par Soukhoï pour imaginer un bombardier lance missiles T-4M à géométrie variable et plus tard comme un bombardier multirôle stratégique T-4MS.
En tout, on imagina environ 50 variantes possibles de la configuration initiale, dont deux étaient particulièrement intéressantes :
- il s'agit des T-4M à géométrie variable (années 1968-70),
- et T-4MS (art. "200") qui se présente comme une aile volante à géométrie variable (années 1970-72) - en compétition avec les bureaux Myasishchev et Tupolev.

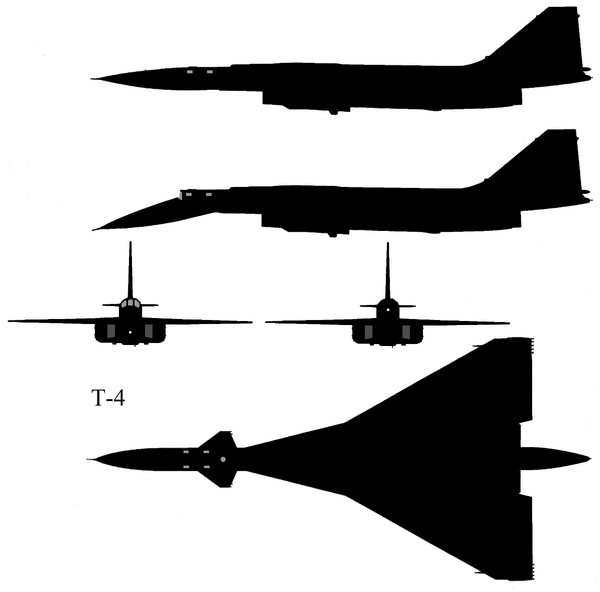
T-4
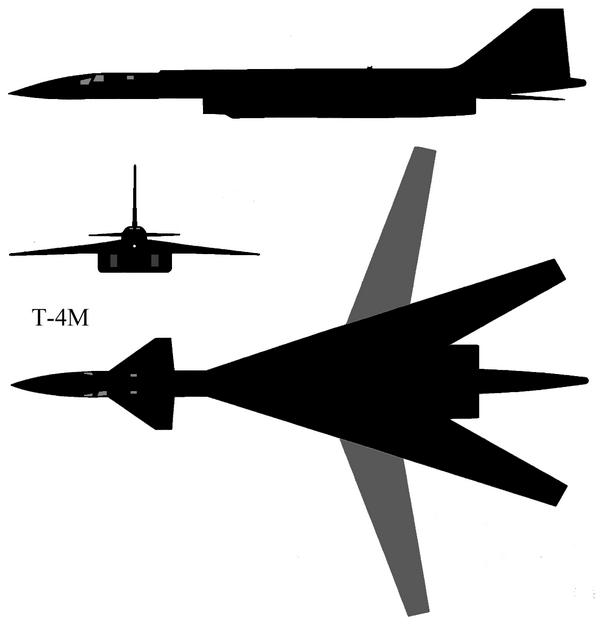
T-4M
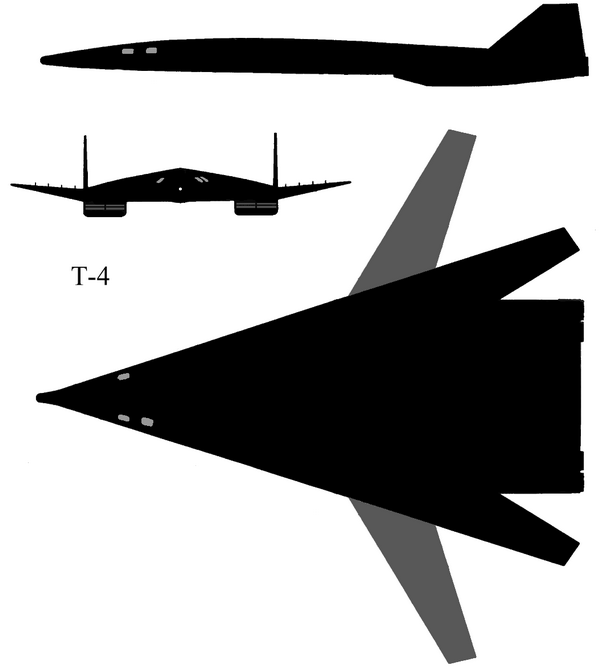
T4MS

## Images

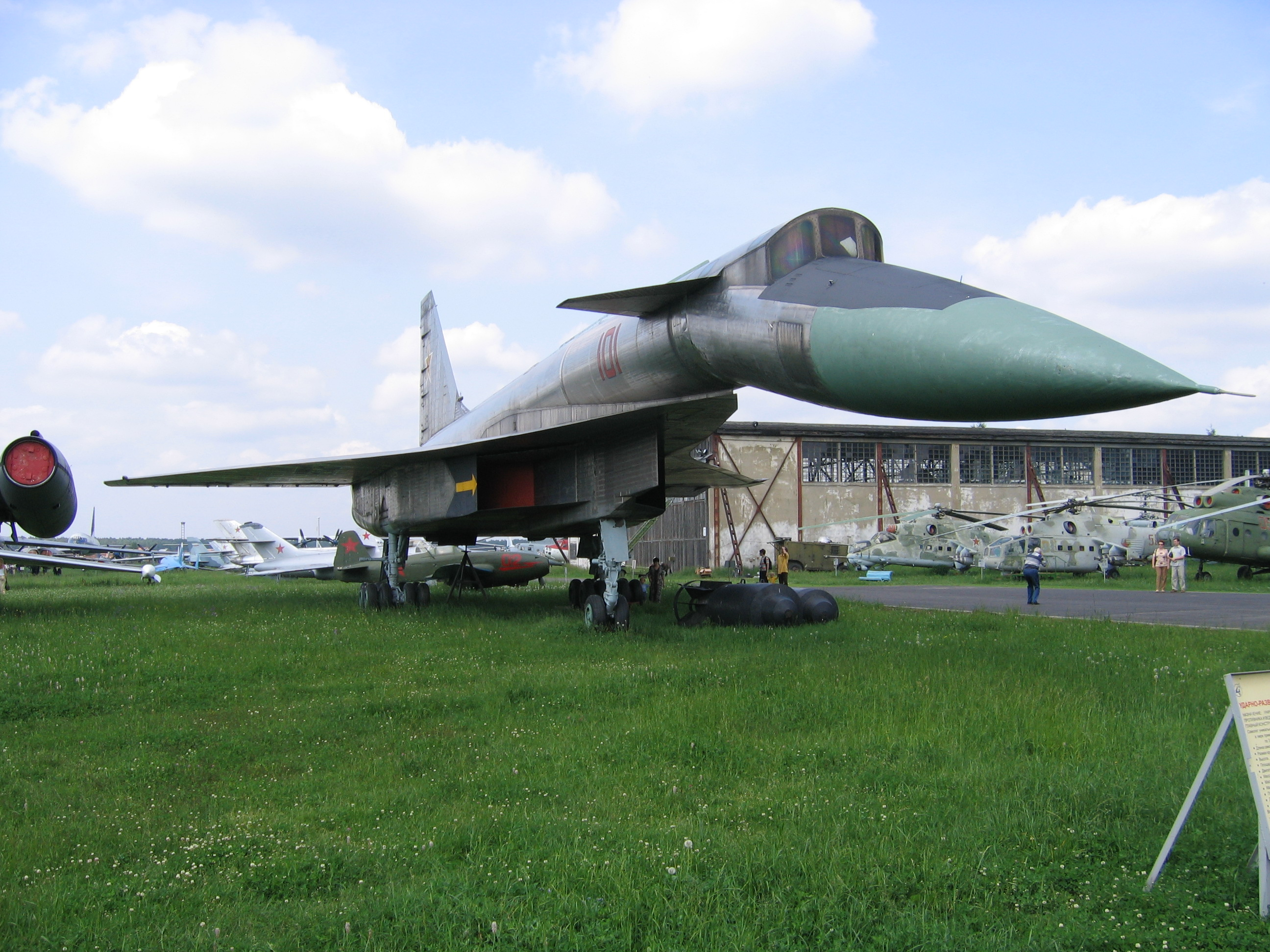
Le prototype au musée de Monino.